# NGC 1210
NGC 1210 je galaksija u zviježđu Kemijska peć.

## Vanjske poveznice
- SEDS: NGC 1210